# Monguzzo
Monguzzo (lombardul: Monguzz) település Olaszországban, Lombardia régióban, Como megyében. Lakosainak száma 2355 fő (2023. január 1.). Monguzzo Albavilla, Anzano del Parco, Lurago d’Erba, Alserio, Erba és Merone községekkel határos.

## Népesség
A település lakossága az elmúlt években az alábbi módon változott:
| Lakosok száma | 2330 | 2348 | 2355 |
|               | 2017 | 2018 | 2023 |